# 3-as metróvonal (Madrid)
A 3-as metróvonal a Madridi metróhálózat harmadik vonala. A 17,49 km-es vonalon jelenleg 19 állomás található.

## Története
A vonal 1936-ban nyílt meg Sol és Embajadores állomások között, néhány nappal a Spanyol polgárháború kitörése előtt. 1941-ben meghosszabbították Sol-tól Argüelles-ig, 1949-ben Embajadores és Delicias, 1951-ben Delicias és Legazpi, 1963-ban Argüelles és Moncloa, végül 2007-ben Legazpi és Villaverde Alto között nyílt meg egy-egy újabb szakasz.
2006-ban a peronokat meghosszabbították 90 méteresre, hogy elférjenek a hatkocsis 3000 sorozatba tartozó metrószerelvények. Ez idő alatt az állomásokat is modernizálták és újjáépítették.
2007. április 21-én, mikor Legazpi és Villaverde Alto között megnyílt egy újabb szakasz, a metróvonal hossza megduplázódott.
A jövőben tervben van a vonal további hosszabbítása is mindkét irányba. Dél felé El Casar állomásig épül tovább, hogy kapcsolatba kerüljön a 12-es metróvonallal és a C3 Cercanías állomással.

## Képgaléria

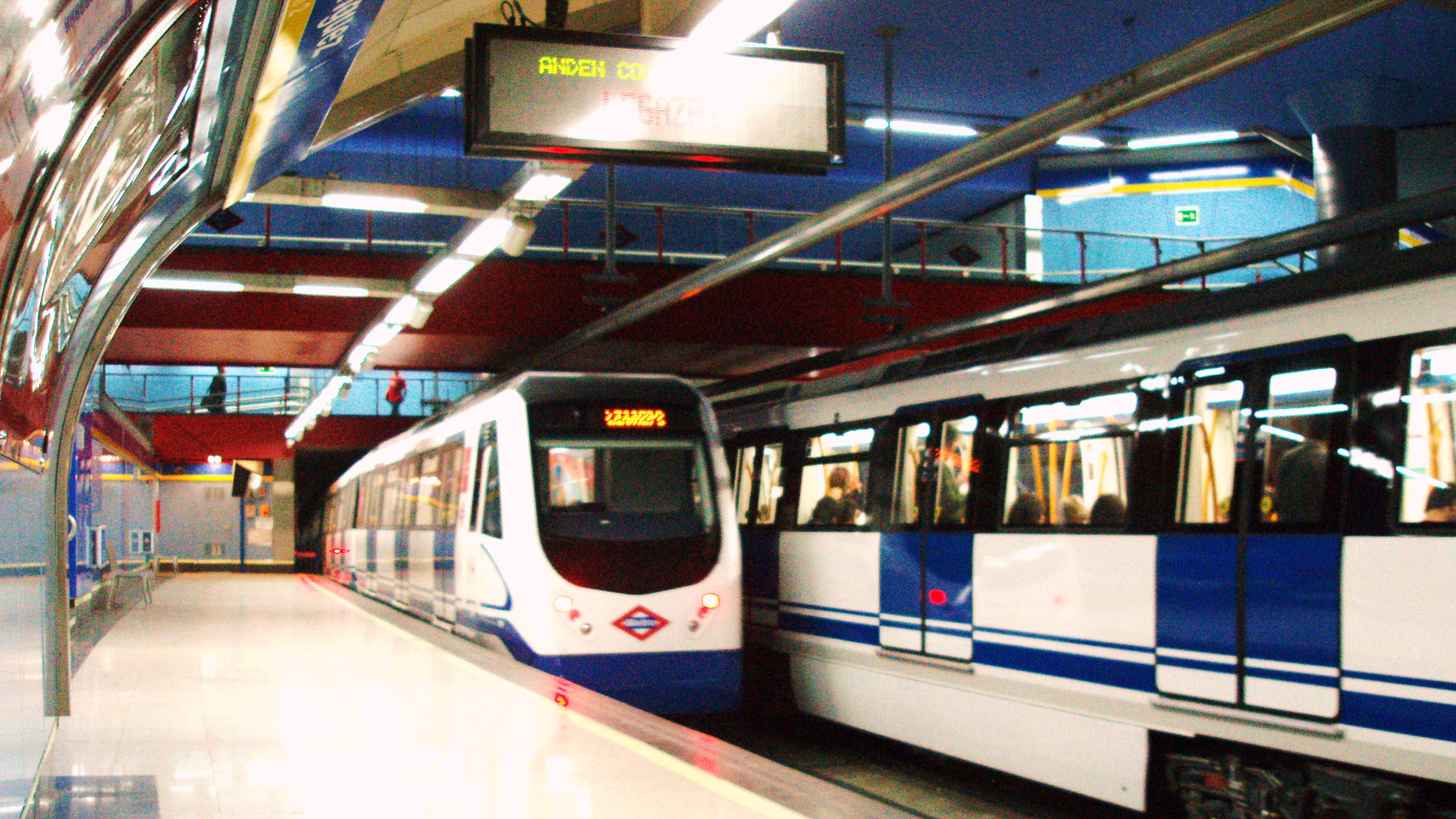
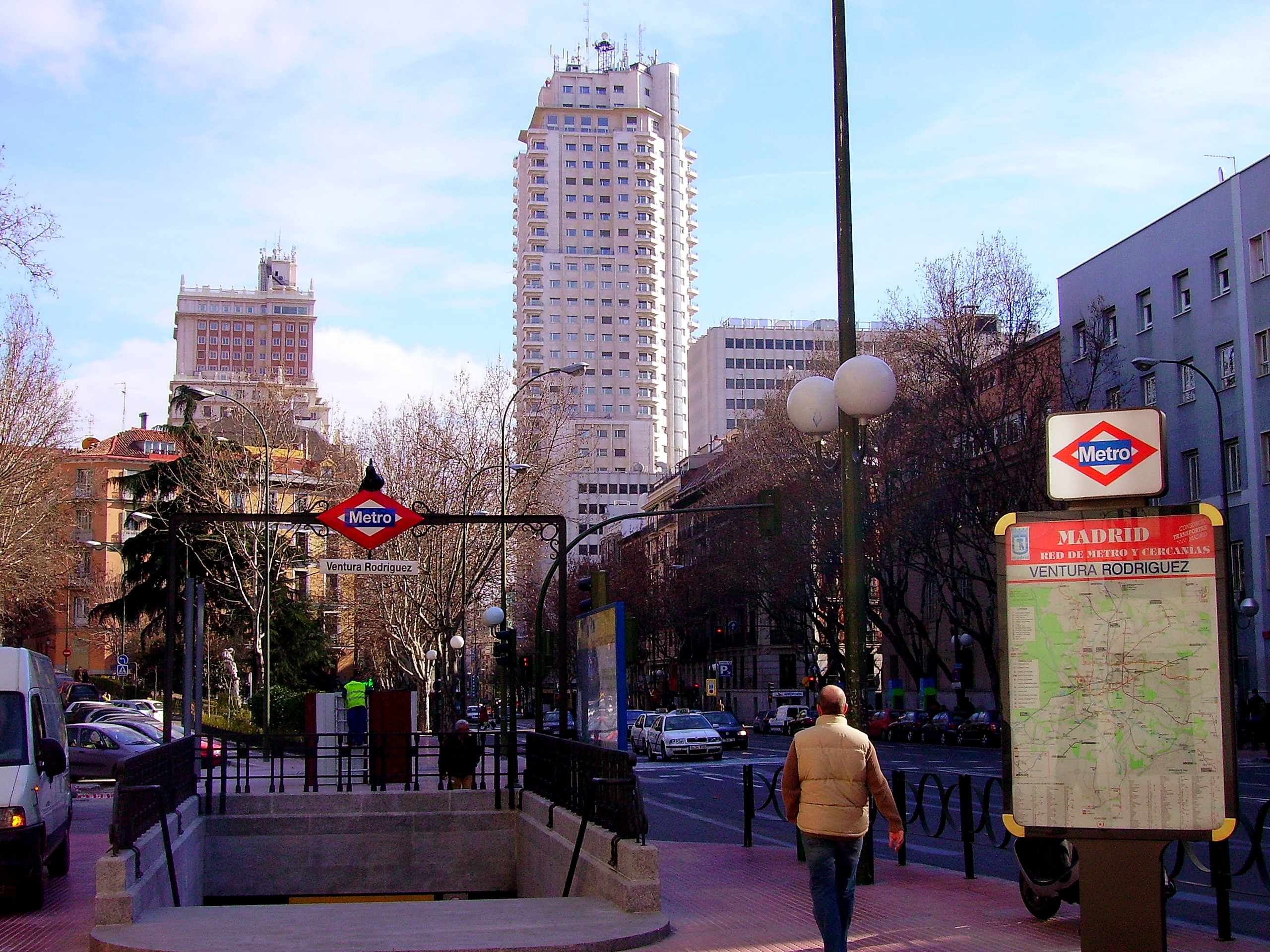
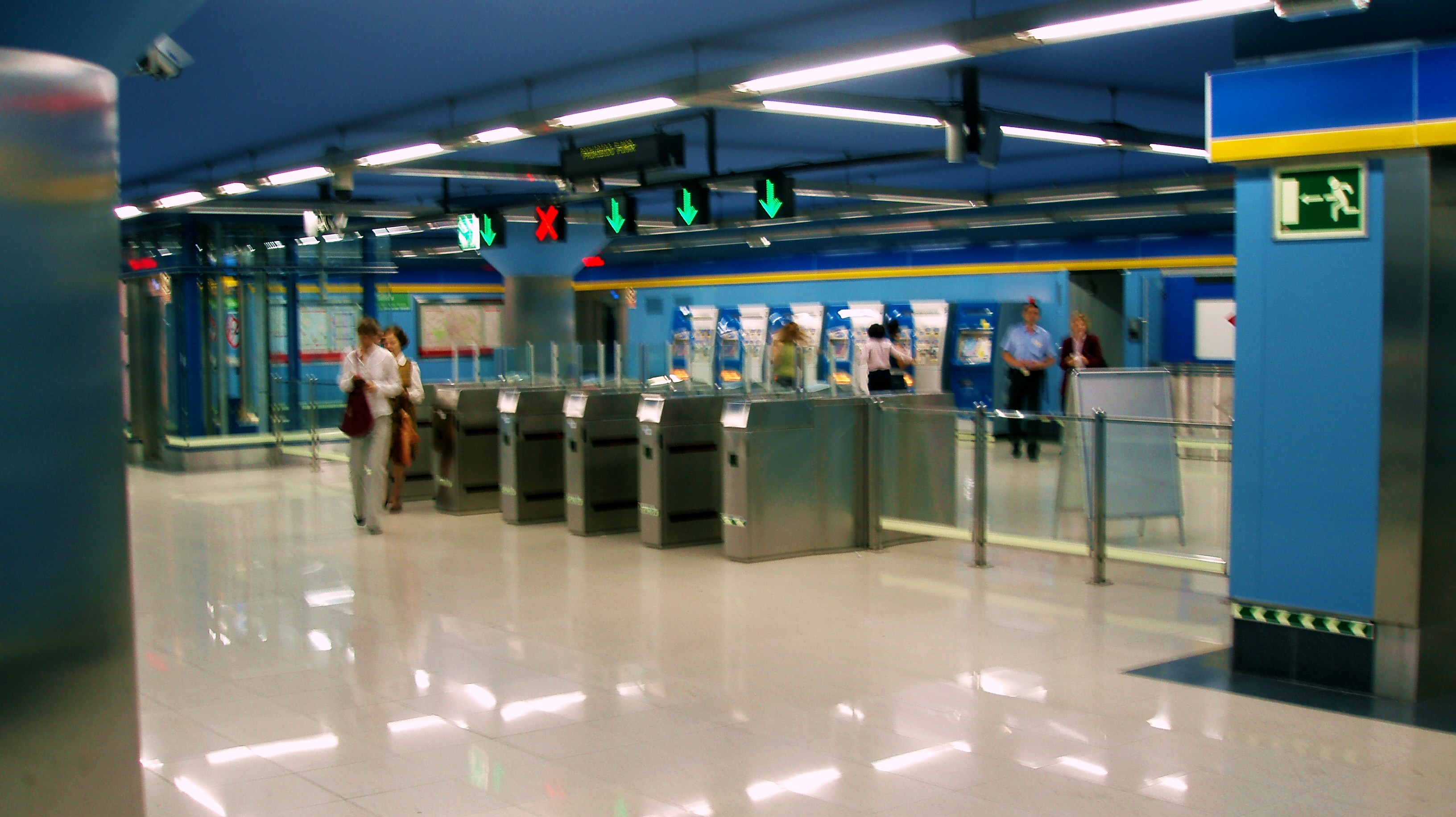